# Iosi Havilio
José Segundo «Iosi» Havilio (Buenos Aires, 15 de marzo de 1974) es un escritor y artista plástico argentino. Su primera novela, Opendoor (2006), fue elogiada por el escritor Rodolfo Fogwill y la ensayista Beatriz Sarlo, y lo ubicó como uno de los más destacados escritores argentinos contemporáneos. Su obra se encuentra caracterizada por la experimentación con los géneros literarios y las formas de la narración. Además, fue traducido a los idiomas inglés, francés, italiano, hebreo, croata y turco.

## Biografía
Iosi Havilio nació en 1974 en la ciudad de Buenos Aires, Argentina, como hijo de la artista plástica argentina Mónica Rossi (1944-2016) y del actor serbio-argentino Harry Havilio (1930-2021). Estudió filosofía, música y cine.
En 2006, publicó su primera novela, Opendoor, que narra la experiencia de una veterinaria innominada en la localidad homónima de la provincia de Buenos Aires. El texto fue bien recibido por la crítica y los lectores, y recibió elogios del escritor Rodolfo Fogwill y la ensayista Beatriz Sarlo. En 2011, además, fue traducido al idioma inglés por la editorial And Other Stories.
En los años 2008 y 2009, participó de las antologías Buenos Aires/Escala 1:1 y La joven guardia. En 2010, publicó su segunda novela, Estocolmo, acerca de un homosexual chileno que, exiliado en Suecia después del golpe de Estado en ese país de 1973, regresa a Chile perseguido por su expareja.
En 2011, recibió una beca del Fondo Nacional de las Artes. En 2012, participó de la antología Madrid, con perdón. Ese mismo año, publicó su tercera novela, Paraísos, sobre los personajes de Opendoor en un «universo urbano».
En 2014, Havilio publicó su cuarta novela, La serenidad, de expresiones «más bien musicales, teatrales, audiovisuales», y que retoma un texto de Martin Heidegger. Pequeña flor, su quinta novela, fue publicada en 2015. Escrita en un único párrafo, fue traducida a los idiomas inglés, francés, hebreo y turco, y adaptada al cine en 2022 por el director argentino Santiago Mitre.
En 2018, publicó su sexta novela, Jacki, la internet profunda. En 2019, publicó su séptima, Vuelta y vuelta, una novela de aventuras que aborda el duelo por la muerte de su madre.
En 2022, leyó en el Centro Cultural Recoleta la totalidad de Buuuh!, su octava novela, que narra en forma de diario la historia del rodaje de una película, y que publicó en 2023. Ese último año, presentó «Sobre el arte de la novela», su primera muestra plástica.
En abril de 2025, publicó su novena novela, Misiones. El libro concluye la trilogía que compone con Opendoor y Paraísos.

## Obra

### Novela
- Opendoor (2006, Entropía)
- Estocolmo (2010, Mondadori)
- Paraísos (2012, Mondadori)
- La serenidad (2014, Entropía)
- Pequeña flor (2015, Random House)
- Jacki, la internet profunda (2018, Socios Fundadores)
- Vuelta y vuelta (2019, Random House)
- Buuuh! (2023, Entropía)
- Misiones (2025, Blatt & Ríos)

### Antología
- Buenos Aires/Escala 1:1 (2008, Entropía)
- La joven guardia (2009, Verticales de Bolsillo)
- Madrid, con perdón (2012, Caballo de Troya)